# Antoine Le Maistre
Pour les articles homonymes, voir Maistre.
Antoine Le Maistre, ou Lemaistre, ou Le Maître, né le 2 mai 1608 et mort le 4 novembre 1658, est un janséniste français, avocat, puis pédagogue et homme de lettres. En 1639, il devient le premier Solitaire de Port-Royal des Champs. Il y veille notamment à l'éducation de Jean Racine, dont il va fortement influencer la formation littéraire.

## Biographie

### Enfance
Il naît le 2 mai 1608. Il est le fils aîné d'un protestant, Isaac Le Maistre, maître des comptes, et de Catherine Arnauld, fille aînée de l'avocat Antoine Arnauld (1560-1619). Catherine est sœur de Robert Arnauld d'Andilly ; de Henri Arnauld, évêque d'Angers ; d'Antoine Arnauld, docteur de Sorbonne ; et des mères Agnès Arnauld et Angélique Arnauld. Antoine Le Maistre est le frère de Louis-Isaac Lemaistre de Sacy et de Simon Le Maître de Séricourt.

### Carrière juridique
Il commence à plaider à 21 ans, d'une manière qui, selon Charles Perrault, n'a pas encore eu d'exemple au barreau : « Il y apporta l'éloquence de l'ancienne Grèce et de l'ancienne Rome, dégagée de tous les vices que la barbarie de nos pères y avait introduits. » Perrault s'étonne que, « par la force de sa raison, il ait prévu et comme saisi par avance la manière parfaite de s'exprimer ». Pour Guez de Balzac, « ses grands, ses riches, ses magnifiques plaidoyers eussent donné de la jalousie à Cicéron et à Démosthène ». Les prédicants demandaient à pouvoir quitter leurs chaires afin de pouvoir l'écouter prêcher. Le chancelier Séguier le choisit, alors qu'il est âgé de 28 ans, pour faire ses trois harangues de réception au parlement et aux autres cours supérieures, le Grand conseil et la Cour des aides. Pour le remercier de l'honneur qu'il lui a fait dans ces trois tribunaux, Séguier lui procure un brevet de conseiller d'État,.

### Port-Royal
« Avocat le plus brillant de Paris », Le Maistre n’a pas encore 30 ans lorsque, sous l'influence de l'abbé de Saint-Cyran, il prend la résolution de renoncer au monde. Il annonce à son père sa décision de quitter le barreau. Il le quitte en effet trois mois plus tard. Il renvoie à Séguier ses lettres de conseiller d'État. L'émoi suscité par la retraite d'un « avocat si célèbre » sert alors aux ennemis du jansénisme pour discréditer Saint-Cyran dans l'esprit de Richelieu.
Le 10 janvier 1638, guidé par Saint-Cyran, Antoine Le Maistre se retire avec son frère Simon à l'abbaye de Port-Royal de Paris,. Les deux hommes se mettent sous la direction spirituelle de Saint-Cyran. À la demande de ce dernier, les frères Le Maistre accueillent plusieurs enfants dans leur maison pour les éduquer selon les principes saint-cyraniens. L’arrestation de Saint-Cyran le 14 mai 1638 met un terme à cette vie de pédagogues.
Premier des Solitaires, Antoine Le Maistre se fixe pour toujours à Port-Royal des Champs en août 1639. Il y mène une vie discrète et austère. Il entretient, à l'abbaye, une relation privilégiée avec Jean Racine, élève aux Petites écoles dès un âge tendre. Il semble qu'Antoine Le Maistre ait même adopté symboliquement le garçon, qu'il appelle « mon cher fils », quand Racine l'appelle « papa ». Le Maistre fait lire et annoter à son élève Cicéron, Quintilien, Tacite et Plutarque. La formation et les lectures données par Le Maistre vont exercer une très forte influence sur l'écriture et la carrière de Racine. 
Dans sa retraite, Le Maistre se consacre à donner des traductions, à écrire des vies de saints. Il meurt à Port-Royal des Champs le 4 novembre 1658, à 50 ans, des suites d’une maladie,. Sa disparition brutale plonge Port-Royal dans un deuil profond : le 4 novembre devient après 1658 un jour d'hommage à l'abbaye. Sa pierre tombale est visible dans le cloître de Port-Royal de Paris.

## Publications
Il a parfois recours aux pseudonymes Lamy et L. de Saint-Aubin. Il laisse une œuvre abondante, notamment un Recueil de divers plaidoyers et harangues, prononcez au Parlement (1652), un Traité sur l'aumône (1658) et une Vie des Saints, continuée par Pierre Thomas du Fossé,.
Dans les Mémoires pour servir à l’histoire de Port-Royal de Nicolas Fontaine, on trouve les dix « Règles de la traduction française » édictées par Le Maistre. Des principes comme ceux de l'importance de la fidélité et de la littéralité en traduction y sont dégagés. Le texte doit être équilibré, il faut rester fidèle et ne rien ajouter à la traduction.
Le Maistre a traduit la Bible et trois textes de saint Bernard : « De la vie solitaire », « Des commandements et dispenses » et « De la conversion des Mœurs ».
Il est probablement l'auteur de la Lettre d'un avocat, présentée parfois comme une dix-neuvième Provinciale.